# Парламентские выборы в Бельгии (1954)
Парламентские выборы 1954 года в Бельгии состоялись 11 апреля. На предыдущих выборах в 1950 году уверенную победу одержали социал-христиане.

## Результаты выборов
| Палата представителей | Палата представителей                      | Палата представителей | Палата представителей | Палата представителей | Сенат              | Сенат          | Сенат |
| Партия                | Партия                                     | Голосов               | Мест                  | Δ                     | Голосов            | Мест           | Δ     |
| --------------------- | ------------------------------------------ | --------------------- | --------------------- | --------------------- | ------------------ | -------------- | ----- |
|                       | Социально-христианская партия              | 2 123 408 (41,15%)    | 95                    | ▼ 13                  | 2 127 700 (41,63%) | 49             | ▼ 5   |
|                       | Либеральная партия                         | 626 983 (12,15%)      | 25                    | ▲ 5                   | 620 979 (12,15%)   | 11             | ▲ 1   |
|                       | Либерально-социалистический картель        | 109 982 (2,13%)       | 0                     | -                     | 108 966 (2,13%)    | 2              | -     |
|                       | Бельгийская социалистическая партия        | 1 927 015 (37,34%)    | 86                    | ▲ 9                   | 1 915 213 (37,48%) | 42             | ▲ 5   |
|                       | Коммунистическая партия Бельгии            | 184 108 (3,57%)       | 4                     | ▼ 1                   | 181 843 (3,56%)    | 2              | ▼ 1   |
|                       | Фламандский народный союз                  | 113 632 (2,20%)       | 1                     | ▲ 1                   | 106 974 (2,09%)    | 0              | -     |
|                       | Социально-христианское движение за свободу | 44 796 (0,87%)        | 1                     | ▲ 1                   | Не участвовали     | Не участвовали |       |
|                       | Другие                                     | 30 562 (0,59%)        | 0                     | -                     | 48 784 (0,95%)     | 0              | -     |
|                       | Всего                                      | 5 160 486 (88,02%)    | 212                   | -                     | 5 110 459 (87,16%) | 106            | -     |

Христианско-социальная партия снова получила большинство голосов избирателей, однако на этот раз сформировать однопартийное правительство она не смогла, а либеральная партия предпочла коалицию с социалистами. По итогам выборов было сформировано коалиционное правительство социалистов и либералов, которое возглавил лидер Соцпартии Ахилл ван Аккер.
Следующие парламентские выборы в Бельгии состоялись в 1958 году.